# Louis Corriveau

Wappen von Louis Corriveau

Louis Corriveau (* 23. März 1964 in Sainte-Marie-de-Beauce, Kanada) ist ein kanadischer Geistlicher und römisch-katholischer Bischof von Joliette.

## Leben
Louis Corriveau empfing zunächst am 15. August 1989 die Diakonenweihe und am 16. Juni 1990 das Sakrament der Priesterweihe für das Erzbistum Québec. Bis 1996 war er als Pfarrvikar tätig, ehe er nach einer Lehrtätigkeit am Priesterseminar 1997 nach Paris ging. 1998 kehrte er nach Québec zurück und wurde Spiritual am Priesterseminar, was er bis 2011 blieb. Anschließend übernahm Corriveau die Administration der Pfarrgemeinden Saint-Léonard, Sainte-Christine und Saint-Raymond-de-Portneuf.
Am 25. Oktober 2016 ernannte ihn Papst Franziskus zum Titularbischof von Arena und zum Weihbischof in Québec. Der Erzbischof von Québec, Gérald Cyprien Kardinal Lacroix ISPX, spendete ihm und dem gleichzeitig ernannten Marc Pelchat am 8. Dezember desselben Jahres die Bischofsweihe. Mitkonsekratoren waren der Bischof von Gaspé, Gaétan Proulx OSM, und der emeritierte Bischof von Sainte-Anne-de-la-Pocatière, Clément Fecteau.
Am 21. Mai 2019 ernannte ihn Papst Franziskus zum Bischof von Joliette. Die Amtseinführung erfolgte am 28. Juni desselben Jahres.